# Prisionera (telenovela)
Prisionera es una telenovela estadounidense producida por Telemundo-RTI para Telemundo, fue producida en el 2004, ambientada en Miami, Florida. La telenovela consta de 180 capítulos y es considerada una de las más vendidas de Telemundo. Es una nueva versión de la telenovela venezolana María Fernanda.
Protagonizada por Gabriela Spanic y Mauricio Islas (quien después es reemplazado por Gabriel Porras), y con las participaciones antagónicas de Diana Quijano, Daniel Lugo, Marisela González y Gabriela Roel. Cuenta además con las actuación estelar de Zully Montero, Ricardo Dalmacci y el debut en las telenovelas de Génesis Rodríguez.

## Sinopsis
México 1989, Guadalupe Santos es una bella joven quien es sentenciada a prisión al ser condenada por matar al hombre que la violó. Estando en la cárcel, Guadalupe da a luz a una niña, producto de esa violación, y debido a su situación, se la entrega a su hermana mayor para que la cuide hasta que ella consiga la libertad. En la cárcel tenía una amiga que se llamaba Nacha. Quince años después, Guadalupe recibe un indulto por su buena conducta, pero antes de que este se cumpla, ella se ve obligada a escapar. Durante la fuga, Guadalupe cruza la frontera de México con Estados Unidos dónde se encuentra con Daniel Moncada, con su amor del pasado, quien la rescató durante su fuga de la policía y con quien hay un flechazo a primera vista. Desde ese momento Guadalupe y Daniel emprenden una aventura llena de situaciones divertidas, adversas, peligrosas y dramáticas. Ambos se enamorarán perdidamente, pero lo que ninguno de los dos sospecha es que existe un terrible secreto que se impondrá entre los dos.Principalmente cuando se descubre que la hija de Guadalupe tiene problemas de salud, con los riñones. Daniel decide ayudar a la muchacha como donador.
A este amor entre Guadalupe y Daniel intervienen otros factores que complicarán la vida de los protagonistas, como es la presencia de Rosalía Riobueno de Moncada, la madre de Daniel quien está convencida de la culpabilidad de Guadalupe respecto a la muerte de su hijo Ernesto, quien resulta ser el hombre que la violó cuando era una niña. También esta la presencia de Lucero Riobueno,  también llamada Lulú, quien es la viuda del aludido. Y para colmo de males, Milagros la hermana de Guadalupe se resiste a abandonar a Libertad y decirle la verdad respecto a su verdadera madre, lo que motivará a Guadalupe a sacar las garras y enfrentarse al mundo entero por conseguir demostrar su inocencia y recuperar a su hija.
Esta es la historia del amor de una madre dispuesta a todo por ganarse el cariño de su hija. El amor de una mujer capaz de desafiar al destino por el hombre que ama.

## Elenco
- Gabriela Spanic - Guadalupe Santos / Guadalupe Luján
- Mauricio Islas - Daniel Moncada Riobueno (1-110)
- Gabriel Porras - Daniel Moncada Riobueno (111-180)
- Diana Quijano - Lucero "Lulu" Riobueno
- Daniel Lugo - Rodolfo Russián
- Zully Montero - Rosalía Riobueno Vda. de Moncada
- Gabriela Roel - Milagros Santos de Salvatierra
- Marisela González - Antonia "Tuerta" Pinzón
- Génesis Rodríguez - Libertad Salvatierra Santos / Guadalupe Santos (joven)
- Ricardo Dalmacci - Francisco "Pancho" Salvatierra
- Alfonso DiLuca - Florentino "Tito" Cabello
- Carlos Caballero - Cipriano "Cobra" Armenteros
- Liz Gallardo - Monalisa García
- Jullye Giliberti - Ignacia "Nacha" Vergara
- Alexandra Acosta - Helena Montenegro de Moncada
- Yina Vélez - Jennifer Robinson
- César Román - Luis "Lucho" Villa
- Griselda Nogueras - Matilde "Maté"
- Gerardo Riverón - Padre Antonio
- Marta Mijares - Mercedes Reyes
- Roberto Levermann - Máximo Gallardo
- William Colmenares - Tatam
- Carla Rodríguez - Adela Reyes
- Rebecca Montoya - Patricia "Patty" Salvatierra
- Marcela Serna - Berenice
- Alejandro Chabán - Ronaldo "Rony" Simancas
- Patricia Álvarez - Sandy Simancas
- Jorge Martínez - Ricardo Montenegro
- Ricardo Chávez - Santiago Meza
- Yaxkin Santalucía - Teodoro "Tedy" Villamizar
- Jana Martínez - Madre Emilia
- Nelson Díaz - Inocencio Ramírez
- Alcira Gil - Otilia
- Bettina Grand - Sargento Emilia Robinson
- Félix Loreto - Ernesto Ríobueno / Enrique Riobueno
- Marita Capote - Madre de Guadalupe y Milagros
- Guisela Moro - Amiga de Helena
- José Luis Navas - Richard
- Calo Rodríguez - Manuel
- Wendy Rodríguez - Carmela "Carmelita"
- Katalina Krueger - Mariana
- Rosalinda Rodríguez - Wendy "Tarántula" Demesma
- Yadira Santana - Caridad
- Gonzalo Vivanco - Dr. Alberti
- Carla Sánchez - Trina
- Nury Flores - Samantha
- David Abreu - Orson
- Sabrina Olmedo - Presa
- Ivonne d´Lize - Madre de Rodolfo
- Julio Ocampo - Rickie
- Álvaro Ruiz - Armando Simancas
- Jorge Hernández - Teniente Orestes Hernández
- Clemencia Velásquez - Jimena Lascuráin
- Danny Pardo - Raúl